# インシディアス 第2章
『インシディアス 第2章』（原題：Insidious: Chapter 2）は、2013年のアメリカ合衆国のホラー映画。2011年の映画『インシディアス』の続編である。

## ストーリー
1986年、ランバート邸をエリーズ・レイニアが訪れる。エリーズは同業者のカールに助力を乞われ、黒いドレスを着た悪霊に取り憑かれたジョシュ・ランバートを救うためにやって来たのだ。一通り調査したエリーズはジョシュの母ロレインに、ジョシュには特別な能力があり、それが原因で悪霊に取り憑かれたこと、対処するには能力と記憶を封印する必要があることを伝える。
現在、ルネ・ランバート（ローズ・バーン）はエリーズ（リン・シェイ）の死について取り調べを受けている。夫のジョシュ（パトリック・ウィルソン）が“あちらの世界”から長男のダルトン（タイ・シンプキンス）を助け出した後、エリーズは何者かに絞殺されており、警察はジョシュが犯人ではないかと疑っていた。ランバート一家はしばらくロレイン（バーバラ・ハーシー）の住むランバート邸で過ごすことになるが、そこで怪奇現象が起き始める。
その頃、エリーズの助手だったスペックス（リー・ワネル）とタッカー（アンガス・サンプソン）は彼女の自宅を訪れており、何かに導かれるように1つのビデオテープを発見する。ビデオは1986年にジョシュを助けた際の物で、幼いジョシュの背後に何者かが佇んでいる様子が記録されていた。
翌朝、ダルトンは今朝見た夢で「白いドレスの女が部屋にいた」「ジョシュが誰かに話しかけていた」とルネに語る。一方で、危険を感じたロレインがスペックスとタッカーに相談しに行くと、昨晩発見した1986年のビデオに現在のジョシュが映っていることを知らされる。その頃、ルネは警察からの電話でジョシュの容疑が一旦晴れたことを知るが、家の中に突然現れた白いドレスの女に気絶させられてしまう。
ロレインはスペックスに頼んでカールに来てもらい、死んだエリーズと交信することで解決の糸口を見つけようとしていた。交信により、エリーズは女に殺されたこと、女の目的は誰かを殺すこと、女は昔ロレインが勤めていた病院に潜んでいることが知らされる。病院に到着したロレイン達が集中治療室に辿り着くと、ロレインはパーカー・クレーンという男性患者について語り始めた。パーカーは性別適合手術を望んでいたが、入院中に亡くなったという。
気絶していたルネを介抱したジョシュは、「奴らを皆殺しにしろ」と囁く女の声に悩まされている。目覚めたルネは軽い錯乱状態に陥るが、ジョシュの強い言葉に気圧されて大人しくなると、独りでに鳴り出したピアノの元へと向かう。奏でられていたのはルネがジョシュのために自作した曲だったが、ジョシュは聞き覚えがないと主張する。うなされていたダルトンをルネが助けていると、ジョシュは誰もいないピアノに言葉をかけてから部屋を去っていく。しかし、“あちらの世界”のその部屋ではジョシュの魂が助けを求め叫んでいた。
病院からパーカーの自宅へ移動したロレイン達は、白いドレスの女と子供が描かれた肖像画を見つける。一行は大量の死体が並べられた隠し部屋を見つけ、黒いドレスを着て女装したパーカーが、母親である白いドレスの女に命じられて殺人を繰り返していたことを知る。ジョシュを狙っていた黒いドレスを着た悪霊はパーカーだったのだ。
朝になり、子供達を知り合いに預けてきたルネは自宅前でロレインと会い、今の事態はジョシュが原因だと告げられる。ロレインがルネを連れて家を離れると、カールはランバート邸でジョシュの体を乗っ取ったパーカーと対峙する。カールは隙をみてジョシュの体に鎮静剤を打つつもりだったが返り討ちにあい、助けに入ったスペックスとタッカーも気を失ってしまう。
“あちらの世界”で目覚めたカールはジョシュの魂と出会うと、一緒にエリーズの魂を探し始める。やがて見つけたかつての新居は過去と繋がっており、夜中に訪問して警報を鳴らしたのは娘カリの危機に駆けつけたジョシュの魂だった。ジョシュが悪霊に負けそうになった時、エリーズの魂が助けに入り、パーカーと母親を退けるには1986年のジョシュから親子の記憶を辿る必要があると告げる。
一方、偽の報告によって家に戻ってきたルネとロレインは本性を表したパーカーに襲われる。追い詰められ今にも殺されそうになるルネだが、帰ってきてしまったダルトンとフォスターに助けられて窮地を脱し、3人で地下室に立てこもる。ダルトンが魂を“あちらの世界”に送ってジョシュの魂を探しに行くと、パーカーが扉を破って侵入してくる。
“あちらの世界”では親子の記憶の中でジョシュが窮地に陥っていたが、幼いパーカーの霊の助けもあって母親を撃退することに成功し、それに伴ってパーカーの悪霊もジョシュの体から追い出される。ジョシュとカールは元の世界に戻る途中でダルトンの魂と合流し、無事に自分の体へと帰ってくる。
後日、スペックスとタッカーはある家族を訪ねていた。魂のまま活動するエリーズは先んじて家に入り、事故に遭ったという少女に問いかけるが、彼女の背後に潜む何かに気付いて驚愕する。

## キャスト
※括弧内は日本語吹替声優。
- ジョシュ・ランバート - パトリック・ウィルソン（咲野俊介）
- ルネ・ランバート - ローズ・バーン（園崎未恵）
- ダルトン・ランバート - タイ・シンプキンス（村瀬歩）
- フォスター・ランバート - アンドリュー・アスター（羽飼まり）
- ロレイン・ランバート - バーバラ・ハーシー（岡本嘉子）
- エリーズ・レイニア - リン・シェイ（宮沢きよこ）
- スペックス - リー・ワネル（逢笠恵祐）
- タッカー - アンガス・サンプソン（山本格）
- カール - スティーヴ・コールター（こねり翔）

## 製作

### 構想
『インシディアス』が興行的成功を収めた直後、続編の企画が浮上した。ジェイソン・ブラムがジェームズ・ワンとリー・ワネルの続投を強硬に主張したが、スタジオ側がその要求をなかなか呑まなかったため、続編の製作が決まるまでには時間を要することとなった。2012年2月2日、ジェームズ・ワンとリー・ワネルに続編製作の話が持ちかけられているとの報道があった。同年10月、ジェームズ・ワンはニューヨーク・コミコンの会場で「私は『インシディアス』の続編が同作と地続きになる作品として作るつもりです」という主旨のことを述べた。そうした監督の意向も踏まえた結果、本作のタイトルは『Insidious: Chapter 2』に決まった。ただ、『死霊館』製作の経験から、ワンは設定を前作以上にきっちり決めた上で本作の製作に臨んだのだという。

### キャスティング
2012年11月19日、パトリック・ウィルソン、ローズ・バーン、タイ・シンプキンス、リン・シェイが前作に引き続いて出演することになったと報じられた。11月、バーバラ・ハーシーの続投が決まった。2013年2月、リンジー・サイムとジョスリン・ドナヒューがキャスト入りした。また、リー・ワネルとアンガス・サンプソンの続投も同月中に決まった。

### 撮影
2013年1月15日、本作の主要撮影がロサンゼルスで始まった。製作費が前作より増額されたため、余裕のある撮影日程を組むことができた。撮影の大部分は市内のハイランド・パークにある住居で行われた。また、病院でのシーンの撮影には前作で使用された小道具が再利用された。

### サウンドトラック
2013年10月8日、本作のサウンドトラックが発売された。

## マーケティング
2011年11月28日の段階で、ソニー・ピクチャーズは本作のためのドメインを多数使用していた。2013年1月30日、リー・ワネルが自身のTwitterにセットで撮影した写真を投稿した。2月1日にも撮影中の様子を写した写真が複数公開された。4月、ラスベガスで開催されたコミコンで、本作の宣伝用ポスターがお披露目された。6月4日、本作のファースト・トレイラーが上映され、翌日にはネットでも公開された。8月10日、ユニバーサル・スタジオ・ハリウッドのハロウィン・ホラー・ナイトでインシディアス・シリーズの特設アトラクションが設置されるとの発表があった。

## 公開
本作は2013年8月30日に全米公開される予定だったが、後に公開日は同年9月20日に変更され、最終的には同年9月13日に公開された。
9月10日、本作はロサンゼルスでプレミアを迎えた。12日には、前作と本作の2本立て上映が複数の映画館で行われた。

## 興行収入
本作はリュック・ベッソン監督の新作『マラヴィータ』と同じ週に封切られ、公開初週末に3200万ドルから3500万ドルを稼ぎ出すと予想されていたが、実際の数字はそれを上回るものであった。2013年9月13日、本作は全米3049館で公開され、公開初週末に4027万ドルを稼ぎ出し、週末興行収入ランキング初登場1位となった。この数字は前作の公開初週末の興行収入（1327万ドル）の3倍以上の数字であった。

## 評価
本作に対する批評家の評価は芳しいものではない。映画批評集積サイトのRotten Tomatoesには116件のレビューがあり、批評家支持率は39%、平均点は10点満点で4.8点となっている。サイト側による批評家の見解の要約は「『インシディアス 第2章』は緊張感とサプライズが決定的に足りない。それらこそが1作目を背筋も凍るほどの作品にしたものなのに。」となっている。また、Metacriticには30件のレビューがあり、加重平均値は40/100となっている。なお、本作のCinemaScoreはB+となっている。

## 前日譚
2013年9月16日、リー・ワネルとジェイソン・ブラムが第3作の契約にサインしたと報じられた。しかし、パトリック・ウィルソンは第3作への出演に否定的な考えを示した。2014年3月11日、第3作にランバート一家は登場しないと明言された。5月7日、第3作の監督にワネルが起用されるとの発表があった。
第3作は2015年6月5日に全米公開された。